# ヴィソーザ連邦大学

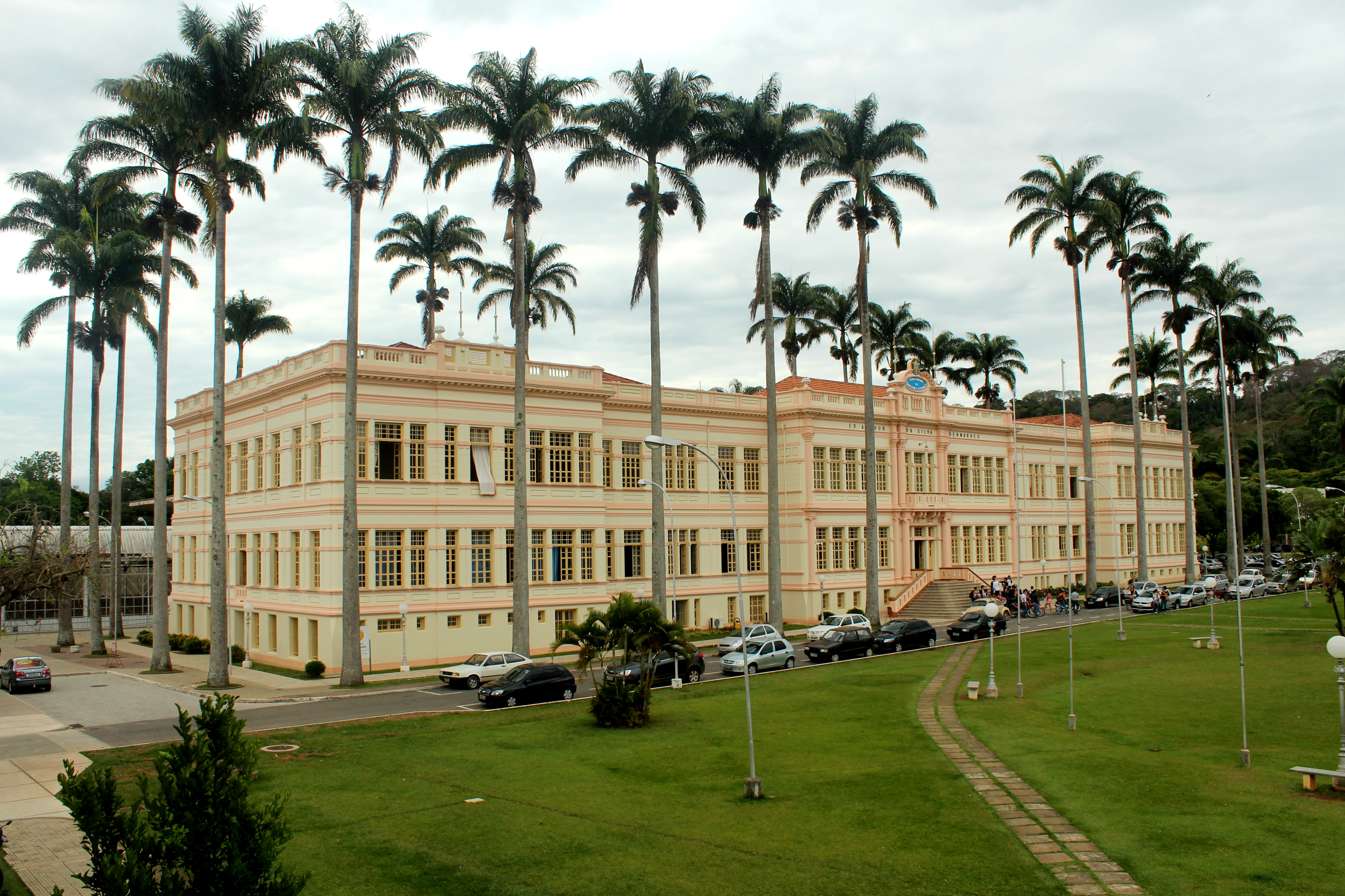
Campus Arthur Bernardes

ヴィソーザ連邦大学（ポルトガル語:Universidade Federal de Viçosa,略称: UFV, en: Federal University of Viçosa）は、1922年に設立されたミナス・ジェライス州ヴィソーザに置かれているブラジル連邦立大学の1つである。